# Charles L. Underhill

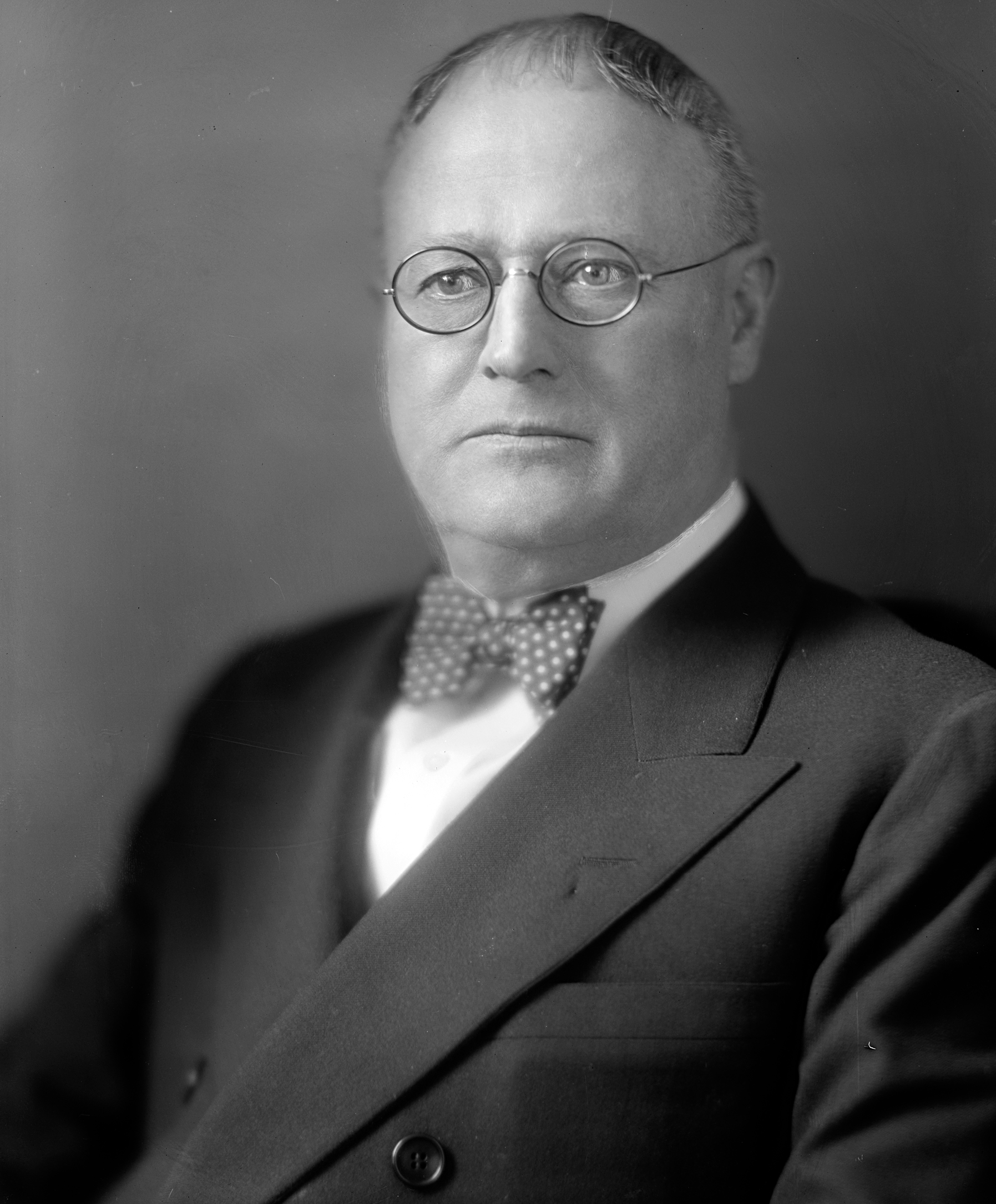
Charles L. Underhill

Charles Lee Underhill (* 20. Juli 1867 in Richmond, Virginia; † 28. Januar 1946 in New York City) war ein US-amerikanischer Politiker. Zwischen 1921 und 1933 vertrat er den Bundesstaat Massachusetts im US-Repräsentantenhaus.

## Werdegang
Im Jahr 1872 kam Charles Underhill mit seinen Eltern nach Somerville in Massachusetts, wo er die öffentlichen Schulen besuchte. Danach arbeitete er dort als Schmied und Eisenwarenhändler. Gleichzeitig schlug er als Mitglied der Republikanischen Partei eine politische Laufbahn ein. Zwischen 1902 und 1918 saß er mehrfach als Abgeordneter im Repräsentantenhaus von Massachusetts. In den Jahren 1917 und 1918 war er Delegierter auf einer Versammlung zur Überarbeitung der Staatsverfassung.
Bei den Kongresswahlen des Jahres 1920 wurde Underhill im neunten Wahlbezirk von Massachusetts in das US-Repräsentantenhaus in Washington, D.C. gewählt, wo er am 4. März 1921 die Nachfolge von Alvan T. Fuller antrat. Nach fünf Wiederwahlen konnte er bis zum 3. März 1933 sechs Legislaturperioden im Kongress absolvieren. Von 1925 bis 1929 war er Vorsitzender des Committee on Claims; von 1929 bis 1931 leitete er das Committee on Accounts. Im Jahr 1932 verzichtete er auf eine weitere Kandidatur.
Nach dem Ende seiner Zeit im US-Repräsentantenhaus arbeitete Charles Underhill bis 1941 in der Immobilienbranche in Washington. Danach zog er sich in den Ruhestand zurück. Er starb am 28. Januar 1946 in New York.